# Kochanówka (gromada)
Kochanówka – dawna gromada, czyli najmniejsza jednostka podziału terytorialnego Polskiej Rzeczypospolitej Ludowej w latach 1954–1972.
Gromady, z gromadzkimi radami narodowymi (GRN) jako organami władzy najniższego stopnia na wsi, funkcjonowały od reformy reorganizującej administrację wiejską przeprowadzonej jesienią 1954 do momentu ich zniesienia z dniem 1 stycznia 1973, tym samym wypierając organizację gminną w latach 1954–1972.
Gromadę Kochanówka z siedzibą GRN w Kochanówce utworzono – jako jedną z 8759 gromad na obszarze Polski – w powiecie lidzbarskim w woj. olsztyńskim na mocy uchwały nr 16 WRN w Olsztynie z dnia 4 października 1954. W skład jednostki weszły obszary dotychczasowych gromad Kochanówka, Stryjkowo, Kierz i Suryty ze zniesionej gminy Kłębowo w tymże powiecie. Dla gromady ustalono 11 członków gromadzkiej rady narodowej.
Gromadę zniesiono 1 stycznia 1960, a jej obszar włączono do gromad Kłębowo (wsie Kierz i Suryty oraz osady Gajlity i Tremlak) i Kraszewo (wsie Kochanówka i Stryjkowo oraz osady Przejazd, Swajnic i Młyn Przejazd) w tymże powiecie.